# Cycas glauca
Cycas glauca hort. ex Miq., 1841 è una pianta appartenente alla famiglia delle Cycadaceae, diffusa nel sud-est asiatico.

## Descrizione
È una cicade con fusto eretto.
Le foglie, pennate, sono disposte a corona all'apice del fusto e sono rette da un picciolo lungo 51 cm; l'epiteto specifico glauca, e cioè glauco, fa riferimento appunto al colore delle foglie, blu lucente. Le foglioline lanceolate sono lunghe mediamente 15-26 cm.
È una specie dioica con esemplari maschili che presentano microsporofilli disposti a formare strobili terminali ed esemplari femminili con macrosporofilli che si trovano in gran numero nella parte sommitale del fusto, con l'aspetto di foglie pennate che racchiudono gli ovuli glabri.

## Distribuzione e habitat
È diffusa unicamente sull'isola Sumba e nel Timor, nelle foreste in prossimità della costa.

## Conservazione
La IUCN Red List classifica C. glauca come specie su cui non ci sono dati sufficienti per stabilire il rischio di estinzione.

La specie è inserita nella Appendice II della Convention on International Trade of Endangered Species (CITES)